# Parafia św. Leonarda w Turbi
Parafia św. Leonarda w Turbi – parafia należąca do dekanatu pysznickiego diecezji sandomierskiej. 
Turbia pierwotnie należała do parafii Gorzyce. W XIII wieku została przyłączona do Charzewic, następnie do Rozwadowa.
Pierwsze wzmianki na temat turebskiego kościoła pojawiają się na początku XVII wieku, kiedy to w dokumencie z wizytacji biskupa Maciejewskiego wspomniano przywilej nadany przez biskupa Radziwiłła w 1598 oraz patrona kaplicy – Św. Leonarda. Erygowanie parafii turebskiej nastąpiło w roku 1757. Drewniany kościół parafialny trzykrotnie ulegał pożarowi w ciągu XIX i na początku XX wieku.
Obecny murowany kościół został wybudowany w latach 1922–1924. Kościół stojący w centrum wsi  jest  ozdobny biało tynkowanymi gzymsami i pilastrami. Budowniczym kościoła był ksiądz Jan Marek (proboszcz w latach 1921–1944). Jego następcą został wikariusz pracujący w tej parafii ks. Albin Blajer i był proboszczem w latach 1944–1978. Kolejnym proboszczem był ks. kan. Ryszard Englot (w latach 1979–2000) a następnie ks. kan. Stanisław Knap (2000–2015). Postanowieniem ks. biskupa Andrzeja Dzięgi, ówczesnego ordynariusza diecezji sandomierskiej, administratorem parafii został dotychczasowy wikariusz ks. Piotr Cecuła (2009–2010). Następcą na urzędzie administratora ks. Piotra Cecuły został ks. dr Grzegorz Miszczak, który od 2015 roku został proboszczem tej parafii.
Parafia posiada akta parafialne od 1784 roku. Obecnie parafia obejmuje Turbię, Obojną (2 km), Wólkę Turebską (4 km) i Zbydniów Kolonię (2 km). Do parafii należy kaplica w Wólce Turebskiej.